# Neopallasia pectinata
 Neopallasia pectinata   (Pall.) Poljakov, 1955 è una specie di piante angiosperme dicotiledoni della famiglia delle Asteraceae, sottofamiglia Asteroideae,  tribù Anthemideae (clade Asian-southern African grade) e sottotribù Artemisiinae.  Neopallasia pectinata è anche l'unica specie del genere  Neopallasia  Poljakov, 1955.

## Etimologia
Il nome generico (Neopallasia) si riferisce (probabilmente) al naturalista tedesco del XVIII secolo Peter Simon Pallas. L'epiteto specifico ( pectinata) deriva dal greco "peko" che significa "a pettine".
Il nome scientifico della specie è stato definito dai botanici Peter Simon Pallas (1741–1811) e Petr Petrovich Poljakov (1902-1974) nella pubblicazione " Botanicheskie Materialy Gerbariya Botanicheskogo Instituta Imeni V. L. Komarova Akademii Nauk S S S R. Leningrad. Leningrad [St. Petersburg]" (Bot. Mater. Gerb. Bot. Inst. Komarova Akad. Nauk S.S.S.R. 17: 430) del 1955. Il nome scientifico del genere è stato definito nella stessa pubblicazione.

## Descrizione
Portamento. Le specie di questa voce è un'erba aromatica annuale o bienne. L'indumento consiste in brevi peli medifissi.
Fusto. La parte aerea in genere è eretta, semplice o poco ramosa. Altezza media 12 - 40 cm.
Foglie. Le foglie lungo il caule sono sessili e disposte in modo alterno con forme da pettinate a pennatosette e lamine a contorno oblungo-ellittico.  Dimensione delle foglie: 1,5 - 3 × 0,5 - 1 cm.
Infiorescenza. Le sinflorescenze sono formate da piccoli e rotondi capolini raccolti in stretti panicoli spiciformi. Le infiorescenze vere e proprie sono composte da un capolino terminale sessile di tipo disciforme eterogamo. I capolini sono formati da un involucro, con forme da cilindriche a urceolate, composto da diverse brattee, al cui interno un ricettacolo fa da base ai fiori di due tipi: fiori del raggio (qui assenti) e fiori del disco. Le brattee, piatte, con ampi margini scariosi e a consistenza erbacea, sono disposte in modo più o meno embricato su 2 (o più) serie. Il ricettacolo, strettamente conico, è sprovvisto di pagliette avvolgenti la base dei fiori. Diametro dei capolini: 2,5 - 3 mm.
Fiori.  I fiori sono tetra-ciclici (formati cioè da 4 verticilli: calice – corolla – androceo – gineceo) e pentameri (calice e corolla formati da 5 elementi). Sono presenti solamente i fiori del disco (centrali): sono numerosi con forme brevemente tubulose (attinomorfe); sono di due tipi: quelli esterni sono bisessuali, quelli interni sono sterili (ovario ridotto). Possono essere presenti 3 o 4 fiori femminili marginali tubolari e senza denti apicali.
- Formula fiorale:

*/x K {\displaystyle \infty }, [C (5), A (5)], G 2 (infero), achenio
- Calice: i sepali del calice sono ridotti ad una coroncina di squame.

- Corolla: (solo fiori del disco) la forma è tubulare con 5 lobi. Il colore in genere è blu o rosato.

- Androceo: l'androceo è formato da 5 stami (alternati ai lobi della corolla) sorretti da filamenti generalmente liberi e sottili; gli stami sono connati e formano un manicotto circondante lo stilo. Le antere possono essere sia di tipo basifissa che medifissa (ossia attaccate al filamento per la base – nel primo caso; oppure in un punto intermedio – nel secondo caso).[14] Questa caratteristica ha valore tassonomico in quanto distingue i generi gli uni dagli altri. Le antere sono ottuse alla base; le appendici sono romboidali. Il tessuto endoteciale (rivestimento interno dell'antera) non è polarizzato. Il polline è sferico con un diametro medio di circa 25 micron;  è tricolporato (con tre aperture sia di tipo a fessura che tipo isodiametrica o poro) ed è più o meno echinato (con punte sporgenti).

- Gineceo: l'ovario è infero uniloculare formato da 2 carpelli. Lo stilo (il recettore del polline) è profondamente bifido (con due stigmi divergenti) e con le linee stigmatiche marginali separate o contigue. I due bracci dello stilo hanno una forma troncata e possono essere papillosi o ricoperti da ciuffi di peli.

- Fioritura: autunnale.

Frutti. I frutti sono degli acheni senza pappo. Gli acheni, bruni, disposti su una sola riga alla base del ricettacolo, hanno una forma oblunga-obovoide (a volte sono compressi o a sezione triangolare); l'apice in genere è arrotondato. Il pericarpo può possedere delle cellule mucillaginifere, mentre le sacche di resina sono assenti. Dimensione degli acheni: 1,2 - 1,5 mm.

## Biologia
Impollinazione: tramite insetti (impollinazione entomogama tramite farfalle diurne e notturne).

Riproduzione: la fecondazione avviene fondamentalmente tramite l'impollinazione dei fiori.

Dispersione: i semi cadono a terra e vengono dispersi soprattutto da insetti come formiche (disseminazione mirmecoria). Un altro tipo di dispersione è zoocoria: gli uncini delle brattee dell'involucro (se presenti) si agganciano ai peli degli animali di passaggio che portano così i semi anche su lunghe distanze. Inoltre per merito del pappo (se presente) il vento può trasportare i semi anche per alcuni chilometri (disseminazione anemocora).

## Distribuzione e habitat
La specie di questa voce è distribuita in Asia centrale e Siberia. L'habitat tipico sono i deserti, i luoghi ghiaiosi di valli fluviali e le terre desolate fino a quote di 1300-3400 metri.

## Sistematica
La famiglia di appartenenza di questa voce (Asteraceae o Compositae, nomen conservandum) probabilmente originaria del Sud America, è la più numerosa del mondo vegetale, comprende oltre 23.000 specie distribuite su 1.535 generi, oppure 22.750 specie e 1.530 generi secondo altre fonti (una delle checklist più aggiornata elenca fino a 1.679 generi). La famiglia attualmente (2021) è divisa in 16 sottofamiglie; la sottofamiglia Asteroideae è una di queste e rappresenta l'evoluzione più recente di tutta la famiglia.

### Filogenesi
l gruppo di questa voce è descritto nella tribù Anthemideae, una delle 21 tribù della sottofamiglia Asteroideae). In base alle ultime ricerche nella tribù sono stati individuati (provvisoriamente) 4 principali lignaggi (o cladi): "Southern hemisphere grade", "Asian-southern African grade", "Eurasian grade" e "Mediterranean clade". Il genere  Neopallasia (insieme alla sottotribù Artemisiinae) è incluso nel clade Asian-southern African grade..
Da un punto di vista filogenetico il genere  Neopallasia   occupa, nell'ambito della sottotribù, una posizione più o meno centrale e insieme ai generi Crossostephium, Artemisia, Picrothamnus e Sphaeromeria fa parte del "Artemisia Group". Inoltre insieme al genere Artemisia forma un gruppo fratello. In precedenza era descritto all'interno del subg. Pectinata B.H. Jiao & T.G. Gao del genere "Artemisia".
I caratteri distintivi della specie  Neopallasia pectinata sono:
- il ciclo biologico è erbaceo sia annuale che bienne;
- i fiori centrali del disco sono di due tipi: quelli esterni sono bisessuali, quelli interni sono sterili (ovario ridotto).

Il numero cromosomico della specie è: 2n = 18.
In base all'"orologio molecolare" questa specie ha iniziato a divergere tra 2 e 1 milioni di anni fa insieme ai generi Mausolea , Turaniphytum , Elachanthemum, Crossostephium, Artemisia e Picrothamnus.

### Sinonimi
Sono elencati alcuni sinonimi per questa entità:
- Artemisia pectinata Pall.
- Artemisia igniaria var. yunnanensis  (Pamp.) Pamp.
- Artemisia pectinata var. yunnanensis  Pamp.
- Artemisia yunnanensis  (Pamp.) Krasch.
- Neopallasia tibetica  Y.R.Ling
- Neopallasia yunnanensis  (Pamp.) Y.R.Ling